# ヤマトミシン製造
ヤマトミシン製造株式会社（ヤマトミシンせいぞう、英: Yamato Sewing Machine Mfg. Co., Ltd.）は、大阪府大阪市北区に本社を置く工業用ミシンメーカー。
日本の工業用ミシンのトップメーカーで、ハイテクロボットを駆使した縫製加工のイノベーションに取り組んでいる。

## 概要
1927年創業。縫製アパレル業界に必要不可欠なオーバーロックミシン、環縫いミシン等の工業用ミシンの製造・各種縫製関連機器販売を行っている。1966年に日本のミシンメーカーとして初めて世界最高峰のドイツ市場に参入して以来、優れた性能と品質により国内外で高い評価を得ている。
創業以来、「日本初」「世界初」の差別化商品を継続的に開発。ニット縫製の分野では今や当たり前となった新機構や新機能を開発した。縫う際のずれやねじれを防止する機能や、縫い終わりにホツレ止めを行い　次の本縫い工程を省略できる機能など、きめ細かな独自技術を搭載した製品を販売している。
主な取引先は、有名ファッションブランド、大手スポーツ用品メーカー、大規模小売店など向けにアパレル製品を製造・供給する全世界の有力アパレル生産工場。並びに縫製関連設備販売代理店。

## 沿革
- 1927年 -  近藤萬治郎が大阪市に 「近藤ミシン商会」 を創業。工業用ミシンの輸入販売に従事。逐次業務を拡大し、オーバーロックミシン、環縫ミシン等 メリヤス用ミシンの製造及び輸出業務を開始[7]。
- 1946年 - 販売会社「株式会社近藤商会」および製造会社「大和ミシン製造株式会社」を設立[7]。
- 1948年 - 株式会社近藤商会を「近藤ミシン株式会社」と改称[7]。
- 1949年 - 通産省通商機械局、日本ミシン工業会、日本ミシン技術協議会（いずれも当時）において、オーバーロックミシンの日本標準規格審議原案として当社の規格図面が採用される[7]。
- 1964年 - 米国AMF-REECE社と日本国内総代理店契約締結[7]。
- 1983年 - 近藤ミシン株式会社と大和ミシン製造株式会社が合併し、社名を「ヤマトミシン製造株式会社」とする[7]。
- 2001年 - 工業用ミシンメーカーとして初めて ISO9001：2000 を認証取得。日本国内における販売・サービス会社　ヤマトミシン販売株式会社を設立[7]。
- 2008年 - 経済産業省・中小企業庁が取りまとめる「明日の日本を支える元気なモノ作り中小企業300社」に選定される[7]>[2]。
- 2010年 - 縫製関連機器及び繊維機器販売・サービス会社　「株式会社ヤマトコーポレーション」 設立[7]。
- 2014年 - 商工組合中央金庫から「グローバルニッチトップ企業」の認定を受ける[7]。

## 事業所
- 本社 (大阪府大阪市)[8]
- 岡山営業所 (岡山県岡山市)[8]
- 豊中工場 (大阪府豊中市)[8]
- 篠山工場 (兵庫県丹波篠山市)[8]
- 箕面配送センター (大阪府箕面市)[8]

## 関連会社
- ヤマト精機株式会社[9]
- 大協工業株式会社[9]
- ムサシ工業株式会社[9]
- 株式会社近藤ビルディング[9]
- YAMATO U.S.A. INC.[8]
- YAMATO EUROPE GmbH[8]
- YAMATO HONG KONG CO., LTD.[8]
- YAMATO SINGAPORE PTE. LTD.[8]
- YAMATO SEWING MACHINE (NINGBO) CO., LTD.[8]